# Saint-Germain-le-Guillaume
Saint-Germain-le-Guillaume – miejscowość i gmina we Francji, w regionie Kraj Loary, w departamencie Mayenne.
Według danych na rok 1990 gminę zamieszkiwało 371 osób, a gęstość zaludnienia wynosiła 28 osób/km² (wśród 1504 gmin Kraju Loary Saint-Germain-le-Guillaume plasuje się na 930. miejscu pod względem liczby ludności, natomiast pod względem powierzchni na miejscu 860.).